# Monts-sur-Guesnes
Monts-sur-Guesnes és un municipi francès situat al departament de la Viena i a la regió de la Nova Aquitània. L'any 2007 tenia 626 habitants.

## Demografia

### Població
El 2007 la població de fet de Monts-sur-Guesnes era de 626 persones. Hi havia 254 famílies de les quals 82 eren unipersonals (23 homes vivint sols i 59 dones vivint soles), 82 parelles sense fills, 70 parelles amb fills i 20 famílies monoparentals amb fills.
La població ha evolucionat segons el següent gràfic:
Habitants censats

### Habitatges
El 2007 hi havia 326 habitatges, 257 eren l'habitatge principal de la família, 30 eren segones residències i 39 estaven desocupats. 306 eren cases i 15 eren apartaments. Dels 257 habitatges principals, 168 estaven ocupats pels seus propietaris, 76 estaven llogats i ocupats pels llogaters i 13 estaven cedits a títol gratuït; 2 tenien una cambra, 14 en tenien dues, 30 en tenien tres, 85 en tenien quatre i 126 en tenien cinc o més. 169 habitatges disposaven pel capbaix d'una plaça de pàrquing. A 131 habitatges hi havia un automòbil i a 92 n'hi havia dos o més.

### Piràmide de població
La piràmide de població per edats i sexe el 2009 era:
| Homes | Edats   | Dones |
| ----- | ------- | ----- |
| 0     | 95 o +  | 8     |
| 12    | 90 a 94 | 16    |
| 4     | 85 a 89 | 24    |
| 4     | 80 a 84 | 4     |
| 40    | 75 a 79 | 24    |
| 8     | 70 a 74 | 16    |
| 12    | 65 a 69 | 32    |
| 12    | 60 a 64 | 8     |
| 16    | 55 a 59 | 16    |
| 20    | 50 a 54 | 28    |
| 36    | 45 a 49 | 12    |
| 16    | 40 a 44 | 24    |
| 16    | 35 a 39 | 12    |
| 16    | 30 a 34 | 16    |
| 12    | 25 a 29 | 20    |
| 28    | 20 a 24 | 8     |
| 16    | 15 a 19 | 20    |
| 16    | 10 a 14 | 20    |
| 8     | 5 a 9   | 12    |
| 20    | 0 a 4   | 4     |

## Economia
El 2007 la població en edat de treballar era de 338 persones, 241 eren actives i 97 eren inactives. De les 241 persones actives 209 estaven ocupades (114 homes i 95 dones) i 33 estaven aturades (15 homes i 18 dones). De les 97 persones inactives 28 estaven jubilades, 27 estaven estudiant i 42 estaven classificades com a «altres inactius».

### Ingressos
El 2009 a Monts-sur-Guesnes hi havia 277 unitats fiscals que integraven 593 persones, la mediana anual d'ingressos fiscals per persona era de 14.029 €.

### Activitats econòmiques
Dels 37 establiments que hi havia el 2007, 1 era d'una empresa alimentària, 6 d'empreses de construcció, 10 d'empreses de comerç i reparació d'automòbils, 1 d'una empresa de transport, 2 d'empreses d'hostatgeria i restauració, 1 d'una empresa d'informació i comunicació, 1 d'una empresa financera, 2 d'empreses immobiliàries, 2 d'empreses de serveis, 8 d'entitats de l'administració pública i 3 d'empreses classificades com a «altres activitats de serveis».
Dels 18 establiments de servei als particulars que hi havia el 2009, 1 era una oficina d'administració d'Hisenda pública, 1 gendarmeria, 1 oficina de correu, 1 una oficina bancària, 2 funeràries, 2 tallers de reparació d'automòbils i de material agrícola, 2 paletes, 2 fusteries, 1 lampisteria, 1 electricista, 1 perruqueria, 2 restaurants i 1 agència immobiliària.
Dels 4 establiments comercials que hi havia el 2009, 2 eren botiges de menys de 120 m², 1 una fleca i 1 una llibreria.
L'any 2000 a Monts-sur-Guesnes hi havia 11 explotacions agrícoles que ocupaven un total de 354 hectàrees.

## Equipaments sanitaris i escolars
El 2009 hi havia 1 farmàcia i 2 ambulàncies.
El 2009 hi havia 1 escola maternal i 1 escola elemental.

## Poblacions més properes
El següent diagrama mostra les poblacions més properes.